# کانکون
کانکون (اسپانیایی: Cancún، مایای یوکاتیکی: Kaank’uun) شهری است در منتهی‌الیه شرقی کشور مکزیک که در شبه جزیره یوکاتان و در ایالت کینتانا رو واقع شده‌است.
جمعیت کانکون در سال ۲۰۰۵ برابر با ۵۲۶ هزار نفر بود و این شهر به عنوان یکی از مراکز گردشگری در جهان معروف است و هر ساله سه میلیون گردشگر که بیشتر آن‌ها از ایالات متحده هستند از این شهر دیدن می‌کنند.

## آب و هوا
- میانگین بالاترین دما در سال ۳۱ سلسیوس (بالاترین دما ماه ژوئن ۳۵ سلسیوس)
- میانگین پایین‌ترین دما در سال ۲۱ سلسیوس (پایین‌ترین دما ماه ژانویه ۱۷ سلسیوس)
- بارش در سال ۱٬۲۰۰ میلی‌متر (بالاترین بارش ماه اوت ۲۹۶ میلی‌متر / پایین‌ترین بارش ماه مارس ۸ میلی‌متر)

## پیشینه
کانکون تا سال ۱۹۵۰ دهکده‌ای ناشناخته بود که در آن تعداد ماهی‌گیر زندگی می‌کردند و چند ویرانه از دوران مایاها در آن دیده می‌شد. دولت مکزیک و سرمایه‌گذاران بین‌المللی از آن زمان تصمیم گرفتند تا این محل را تبدیل به یک گردشگاه بزرگ کنند و به این منظور سدی ساخته شد که کانکون را با بقیه خشکی در منطقه مرتبط می‌کند و فرودگاهی بین‌المللی نیز در این محل ساخته شد. کانکون از دهه شصت آغاز به پیشرفتی پرسرعت کرد.

## نام
دو پچواک از نام "کانکون"، بر اساس تلفظ این نام در زبان مایا وجود دارد. پچواک نخست "لانه مارها یا گلدان است"، پچواک دوم که کمتر پذیرفته شده‌است "محل مار طلایی" است. جزیره کانکون فرم عدد "۷" را دارد و در نور سپیده دم، شبیه مار طلایی است. پیکرنگاری مار در منطقه پیش کلمبیایی "نیزوک" (Nizuc) زیاد دیده می‌شود.

## امروزه
کانکون امروزه شهری بزرگ است که بزرگ‌ترین بخش آن در قسمت غیر جزیره‌ای آن واقع شده‌است. کانکون بزرگ‌ترین شهر ایالت «کوئینتانا رو» و مرکز شهرستان «بنیتو خوارس» است. بخش اصلی و جزیره‌ای شهر امروزه جایی است که هتل‌های بزرگ و مراکز خرید را در خود جا داده و «قسمت هتل‌ها» نامیده می‌شود.
شهر کانکون که تا حدود سال ۲۰۰۰ هنوز یکی از امن‌ترین شهرهای مکزیک به‌شمار می‌آمد امروزه از شهرهای ناامن شمرده می‌شود. اهالی کانکون بیشتر از مردم دیگر نقاط مکزیک هستند ولی آمریکاییان، کانادایی‌ها و اروپایی‌های زیادی نیز در این شهر سکونت دارند.
زبان رسمی منطقه اسپانیایی است ولی زبان سرخ‌پوستی مایا نیز هنوز از زبان‌های مهم منطقه است و انگلیسی و تا حدی آلمانی نیز به خاطر حضور گردشگران رواج دارد.
در سال ۲۰۰۵ توفان ویلما در کانکون بیشترین خسارت در سطح مکزیک را به بار آورد. شماری از ساکنان در این توفان کشته شدند و به هتل‌های گوناگون و دیگر ساختمان‌ها آسیب زیادی وارد آمد. کمابیش تمامی پلاژهای کانکون در پی این توفان نابود شدند ولی امروزه به حالتی بهتر از سابق بازسازی شده و استفاده می‌شود.
در دسامبر ۲۰۱۰ نشست تغییرات آب‌وهوایی سازمان ملل متحد در کانکون برگزار شد که طی آن ۱۹۳ کشور شرکت‌کننده به توافق‌هایی رسیدند.

## شهرهای خواهرخوانده
شهر کانکون ۲۷ شهر خواهرخوانده دارد
- کوسومل، مکزیک
- چکانو، ایتالیا
- انسنادا، مکزیک
- آنتیگوا گواتمالا، گواتمالا
- پونتا دل استه، اروگوئه
- اوآخاکا، مکزیک
- پوئبلا، مکزیک
- تیمیشوآرا، رومانی
- تاکسکو، مکزیک
- تلا، هندوراس
- وارادرو، کوبا
- ویچیتا، آمریکا
- گرانادییا د ابونا، اسپانیا
- مالدونادو، اروگوئه
- خالاپا، مکزیک
- سان‌فرانسیسکو، آمریکا
- سن کریستوبال د لاس کاساس، مکزیک
- کامپتون، آمریکا
- لیما، پرو
- مر د پلاتا، آرژانتین
- کوردوبا، مکزیک
- میامی، آمریکا
- تیخوانا، مکزیک
- توکستلا چیکو، مکزیک
- تلاکپاکه، مکزیک
- وینیا دل مر، شیلی
- مریدا،

مکزیک
تلاکوپاکو

## نگارخانه

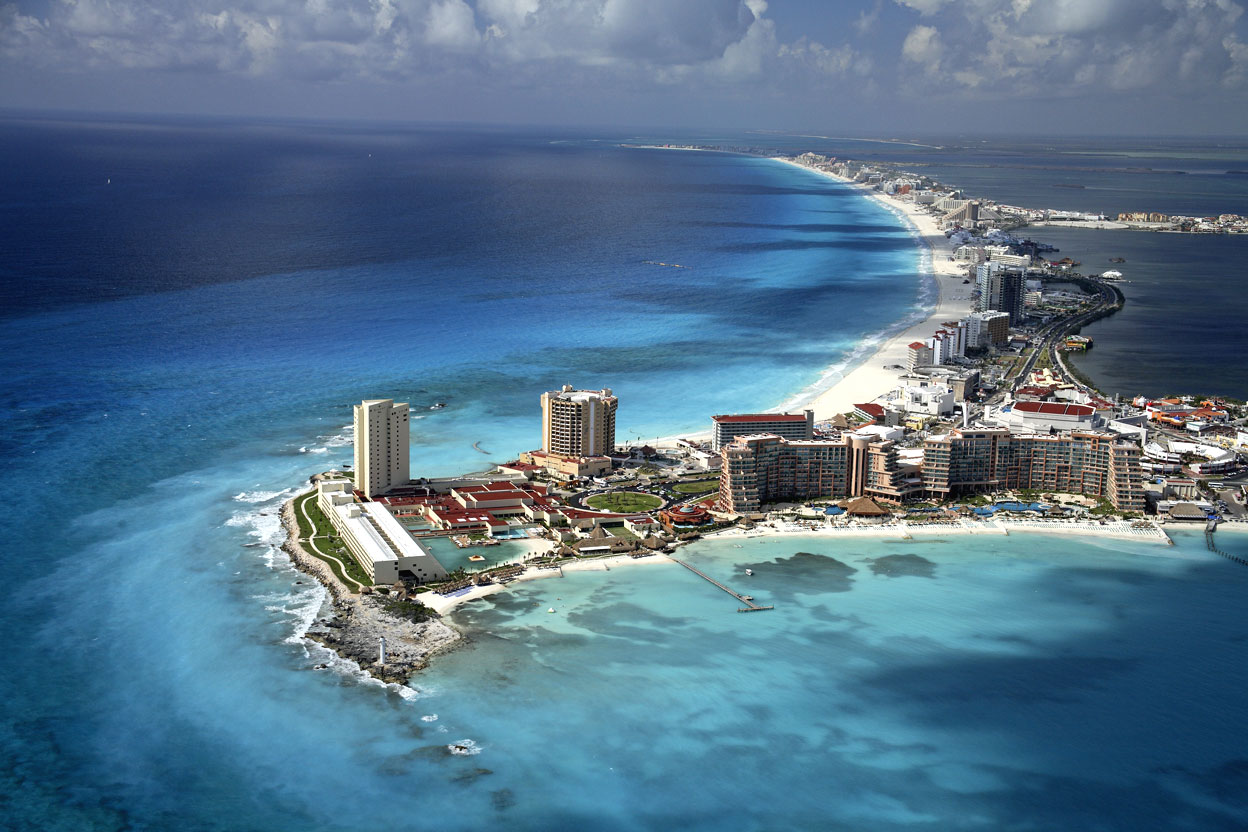
کانکون
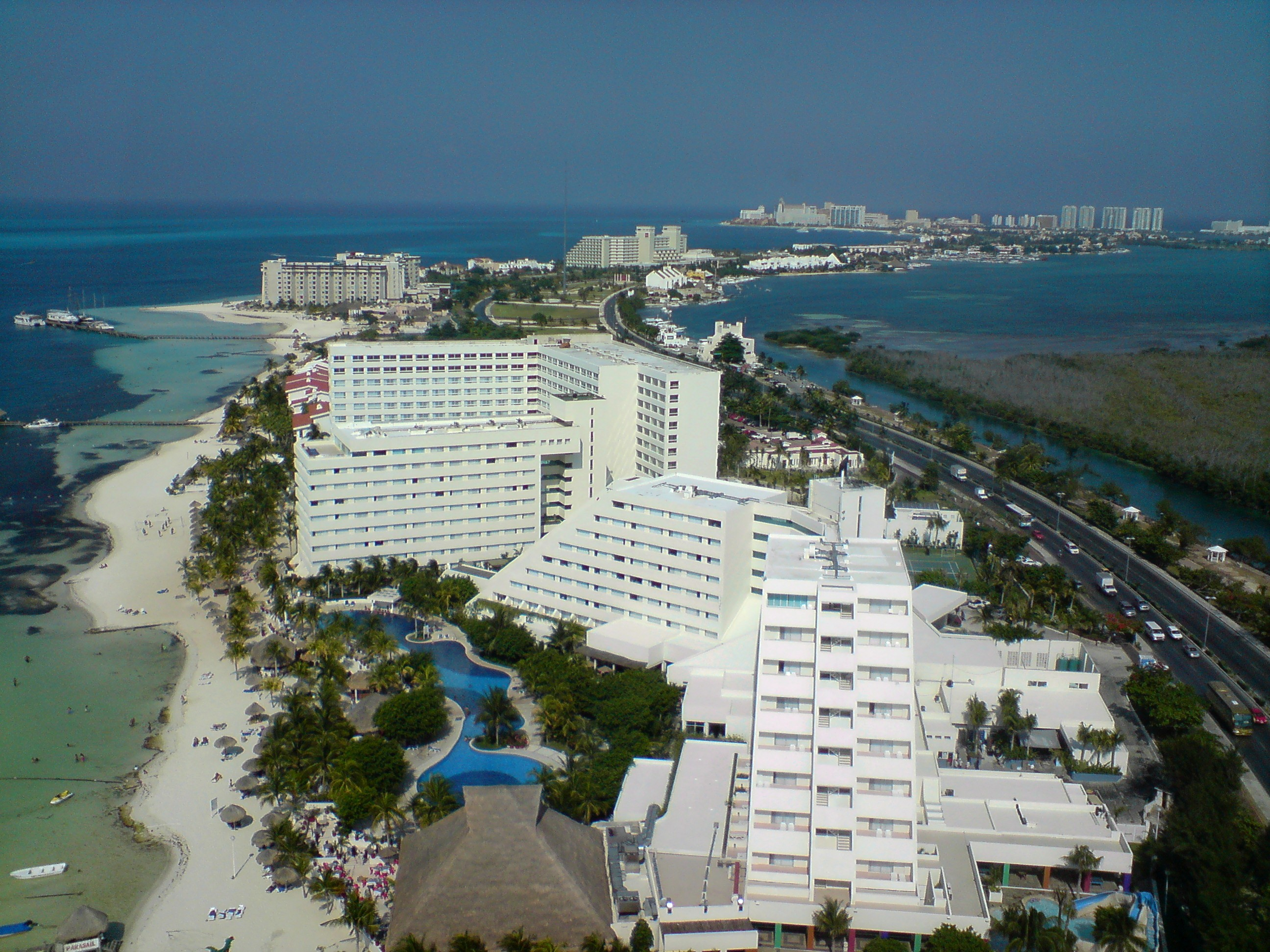
مطقهٔ هتل ها۲
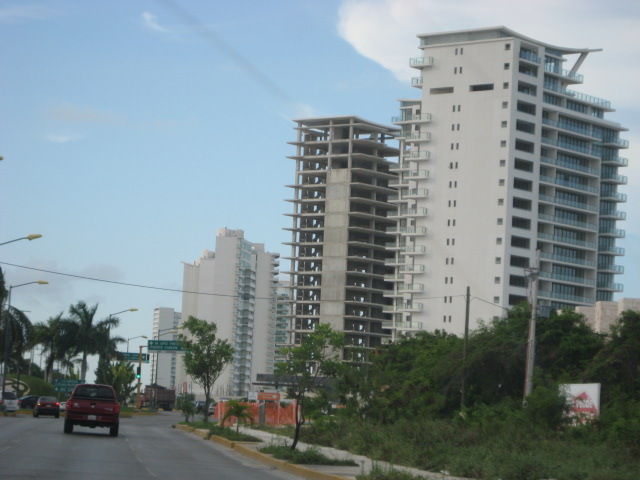
مطقهٔ مسکونی
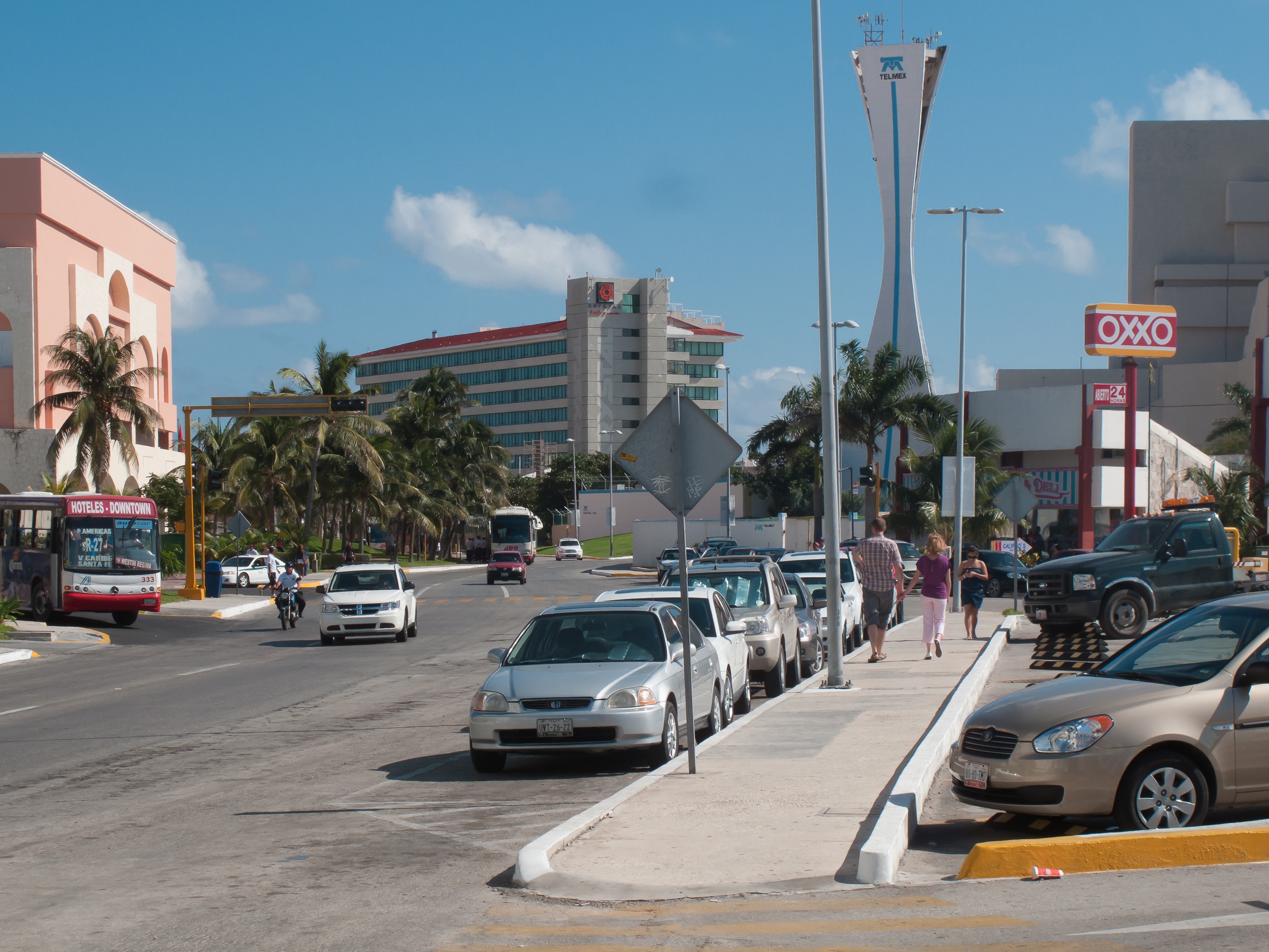
کانکون۲
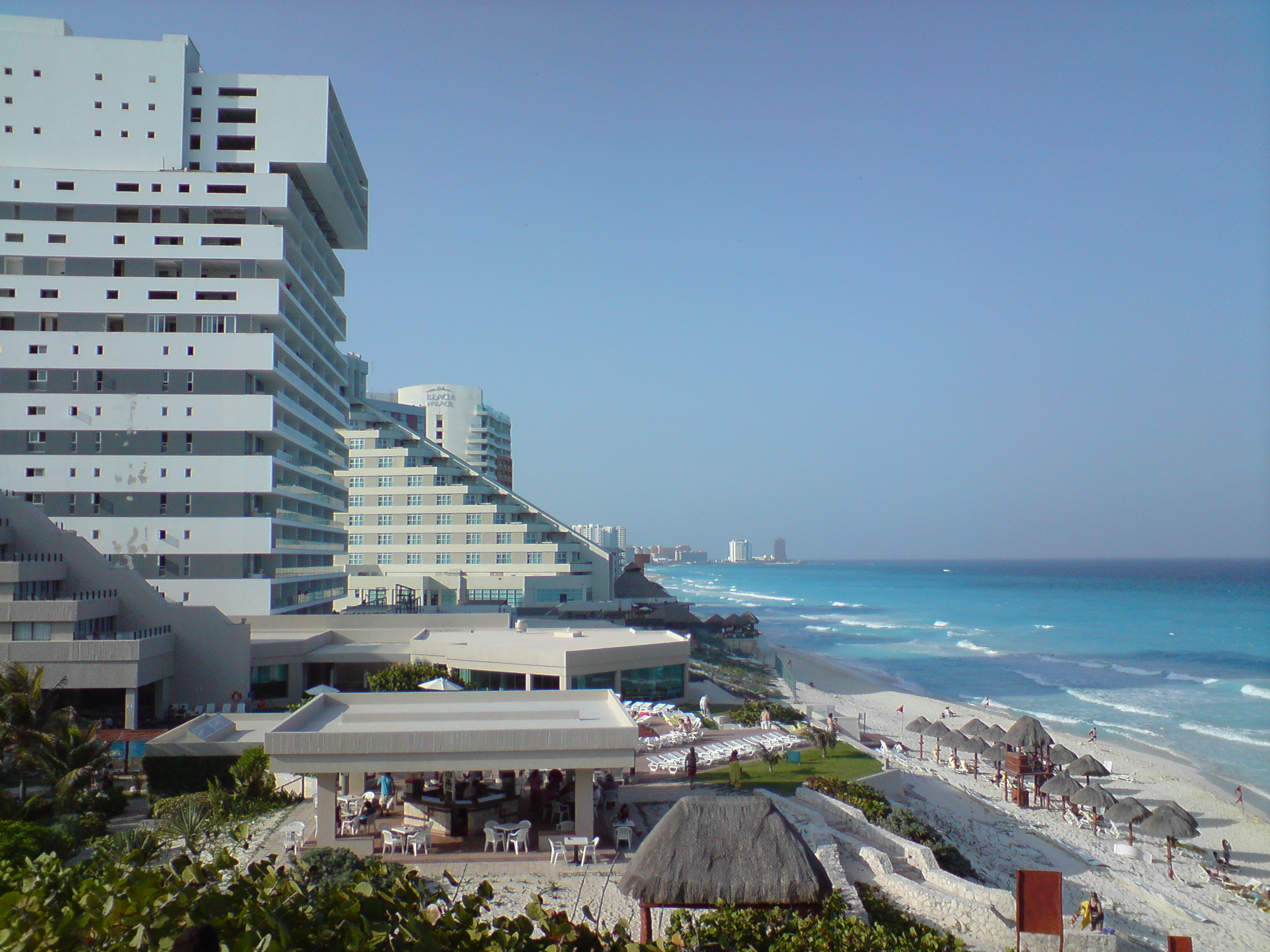
ساحل کانکون
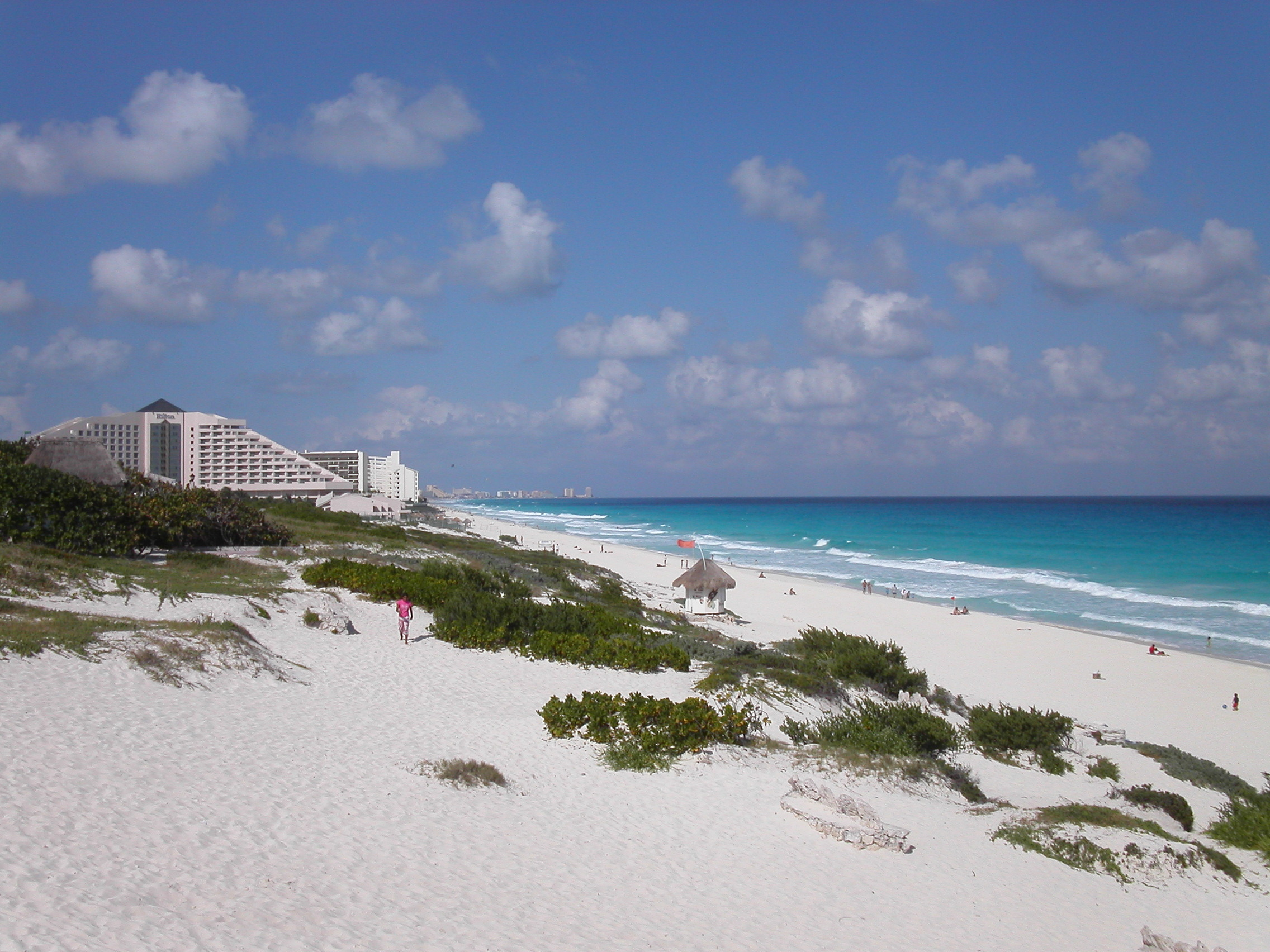
ساحل کانکون۲
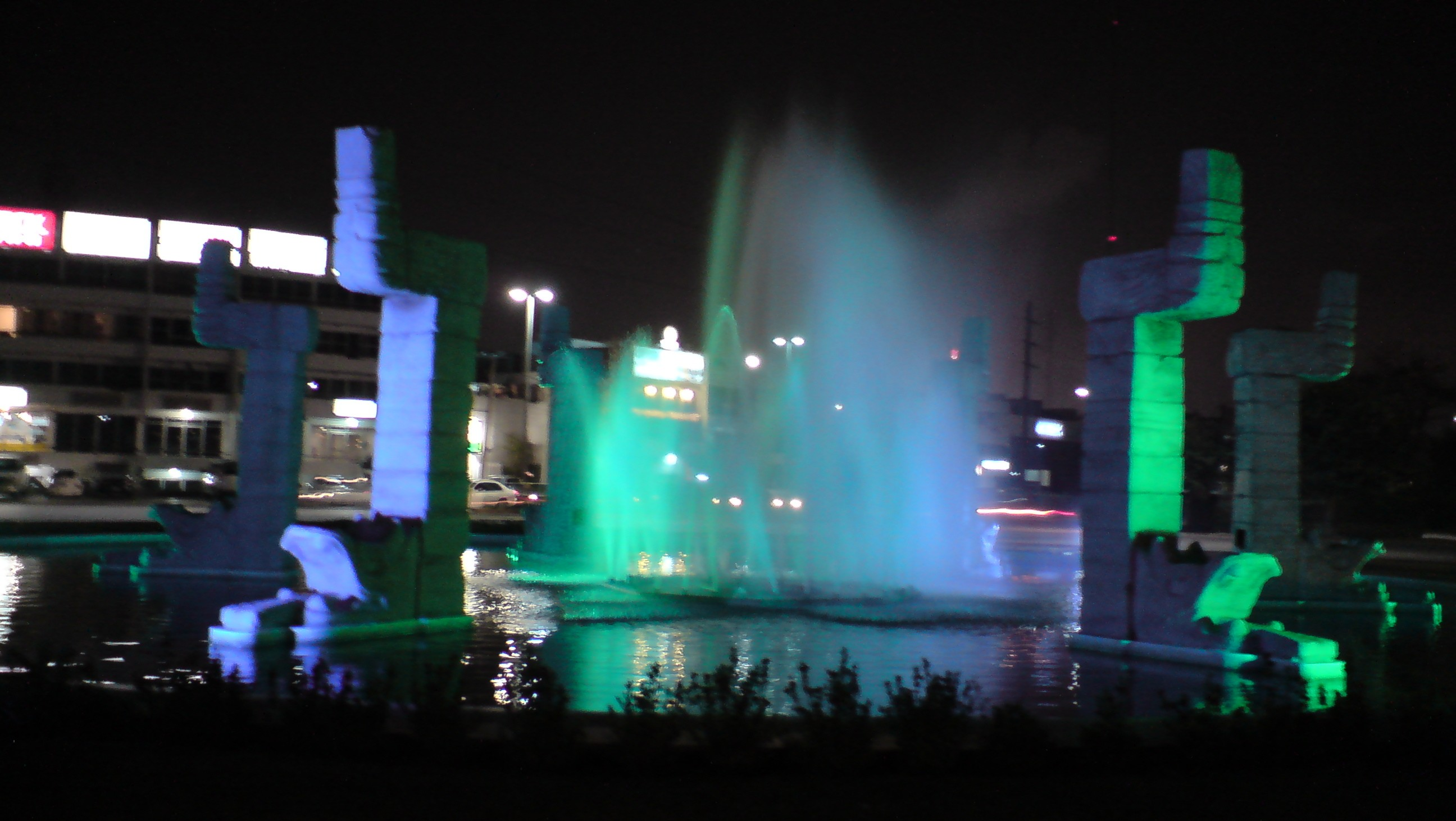
میدان کوکولکان
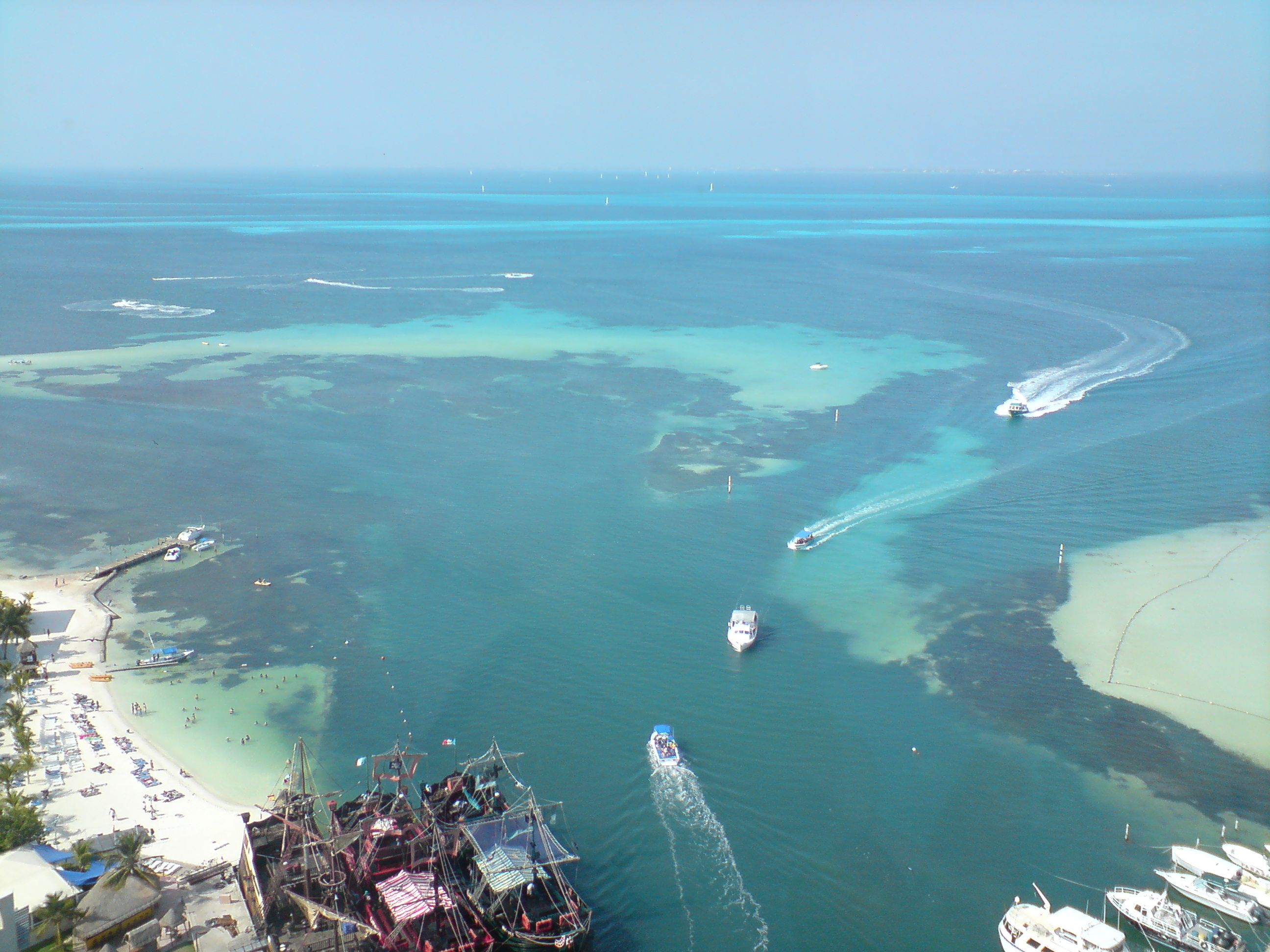
خلیج کوچک زنها (Bahia mujeres)
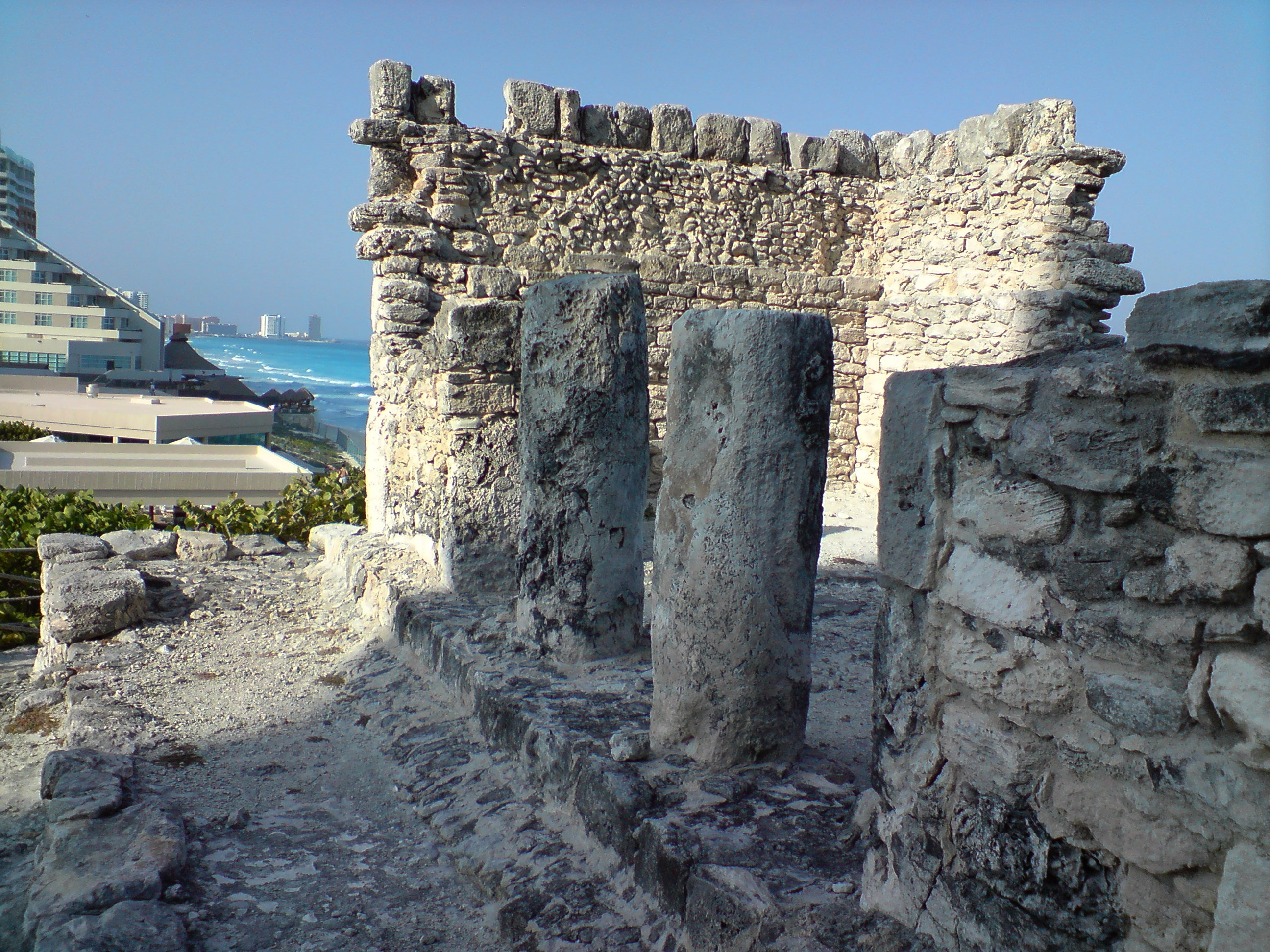
معبد عقرب
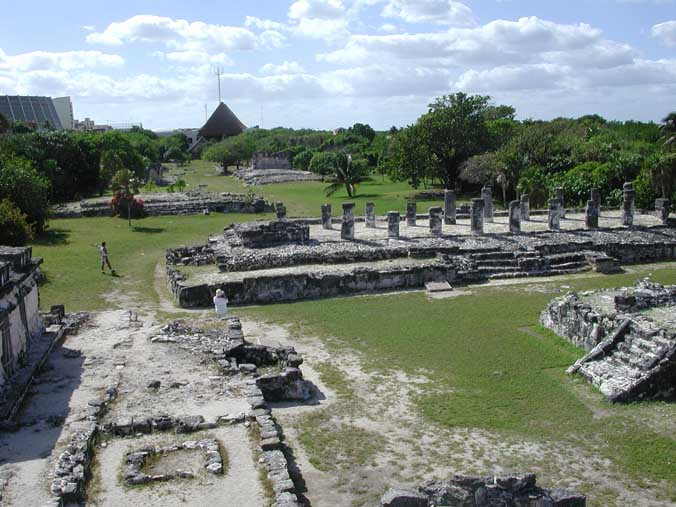
خرابه‌های تاریخی کانکون
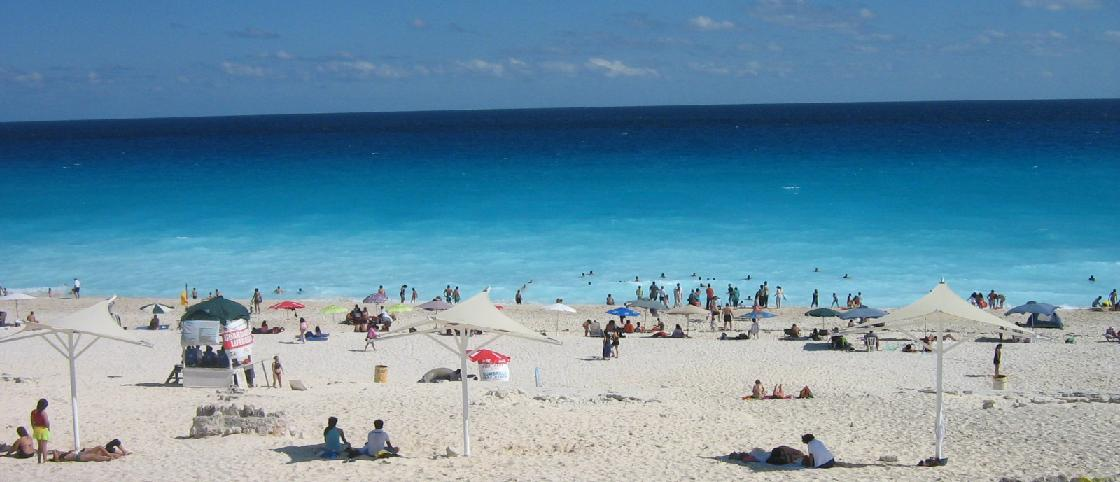
ساحل دولفین